# Ugala (Tabora)
Ugalla è una circoscrizione rurale (rural ward) della Tanzania situata nel distretto di Urambo, regione di Tabora. Conta una popolazione di 8 732 abitanti (censimento 2012).